# Jack Richardson (drammaturgo)
Jack Richardson (New York, 18 febbraio 1934 – New York, 1º luglio 2012) è stato un drammaturgo statunitense.

## Biografia
Di famiglia agiata Richardson frequentò la Sorbona, studiò filosofia a Monaco e venne poi in Italia.
Nelle sue opere si avverte infatti la notevole influenza esercitata sulla sua formazione dalla cultura europea.
La sua prima opera The Prodigal, del 1960, moderna rielaborazione della storia di Oreste, con maschere e personaggi della tragedia greca, raggiunse il risultato più alto del teatro americano, la commedia d'idee, vincendo il premio Obie e il premio Vernon Rice del 1960 quale migliore opera prima.
Nel teatro di Richardson infatti non ci sono formule nuove, ma nuove idee: la sua originalità sta nel fatto di inserire nel corso di una vicenda assolutamente reale e credibile, paradossi improvvisi ed altrettanto improvvisi colpi di scena.
Il gioco raffinato di Richardson si rivela ancor più in Gallows Humor (Risate sul patibolo, del 1961) acuta indagine esplorativa della vita americana, mentre di tono minore è Xmas in Las Vegas, del 1965.
Il teatro di Richardson è freddo e razionale, più intellettuale che emotivo ed opera un'analisi spietata sulle condizioni politiche, ambientali, psicologiche dell'America contemporanea.